# Karl Schönfeldinger
Karl Schönfeldinger (Bernstein, 7 augustus 1897 – Bernstein, 26 mei 1979) was een Oostenrijks componist, dirigent en klarinettist.

## Levensloop
Schönfeldinger werkte vanaf 1911 bij de Kapelle Schönfeldinger, die hij van 1913 tot 1977 dirigeerde. Tijdens de Eerste Wereldoorlog was hij lid van een militaire muziekkapel van het Oostenrijks-Hongaars leger. In 1966 stichtte hij de zogenoemde Spielmusik Schönfeldinger. Verder dirigeerde hij een bepaalde tijd de Bernsteiner Gesangverein.
Als componist schreef hij meer dan 150 werken.

## Composities (selectie)

### Werken voor harmonieorkest
- A Landla, ländler
- Auf, Auf!, mars
- Auf der Alm, ländler
- Auf zum Kirtag, ländler
- Bernsteiner Raiffeisenkassa-Marsch
- Burgenland-Marsch
- Die letzte Ehre
- Ein schöner Walzer, wals
- Für junge Leut, polka
- Herbstklänge, wals
- Klarinetten-Polka
- Lieblingswalzer, wals
- Tenor Achtung, wals

### Kamermuziek
- Aufgeweckt, polka schnell
- Natürlich ein Walzer